# 赛义德·阿里·穆萨维·努尔 (空手道)
賽義德·阿里·穆薩維·努爾 是一名伊朗空手道選手。他在哈薩克斯坦亞運會上獲得男子 70 重量級委員會金牌。      